# Graham Sandercock
Graham Sandercock (agosto 1943) è un insegnante, giornalista e scrittore inglese.

## Biografia
Pur non essendo originario della zona, vive a Liskeard in Cornovaglia e scrive in prevalenza in lingua cornica, della quale fa parte dei protagonisti della sua rinascita in qualità di valido autore della letteratura cornica moderna.
È stato direttore del dipartimento di geografia presso la "Devonport High School for Boys" (Scuola superiore maschile di Devonport) a Plymouth fino al 2008, quando ha lasciato la scuola dopo 29 anni d'insegnamento per dedicarsi interamente alle attività di giornalista e scrittore. 
È stato candidato alle elezioni politiche del Regno Unito nel 2005 per il collegio della Cornovaglia del Sud-Est, dove rappresentò il locale partito autonomista di centro-sinistra "Mebyon Kernow" (I figli della Cornovaglia). Ottenne 769 voti, equivalenti all'1,4%, classificandosi al quinto posto.
Ha pubblicato due album di canzoni in cornico, con testi e musica scritti da lui stesso, prodotti ed arrangiati da James Hawken. Essi rivelano influenze della musica tradizionale bretone ed irlandese, e del folk rock di Bob Dylan.

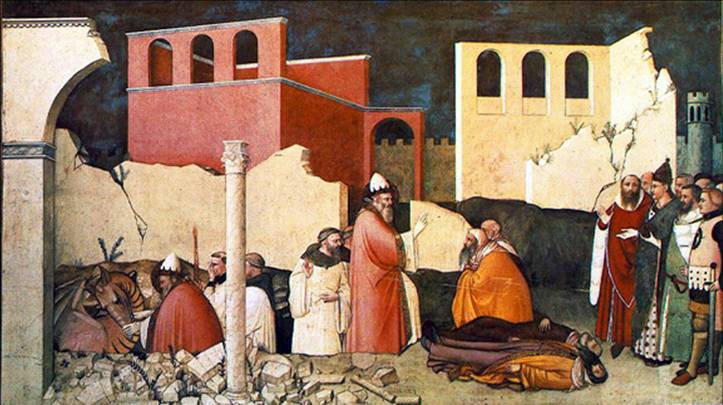
S. Silvestro e il drago. Affresco di Maso di Banco, ca. 1340, Basilica di S. Croce (Firenze)

Ha pubblicato molti libri in cornico tra cui: il rifacimento del corso per principianti Kernewek Mar Plek (Cornico per favore) (1979) secondo la nuova ortografia del cornico "comune" di Ken George, ed un nuovo corso, sempre per principianti, intitolato Holyewgh an Lergh/Cornish This Way (Cornico per di qua) (1999) corredato da due audiocassette; traduzioni di due libri della Bibbia, An Lyther dhe'n Ebrowyon (Lettera agli Ebrei) (1999) ed Eksodus (Esodo) (2000); alcuni racconti, per es. An Wedhwes (La vedova) (1994); ripubblicazioni di testi antichi (Passio Christi, Resurrexio Domini) e Silvester ha'n Dragon (S. Silvestro e il drago), tratto da Bywnans Meryasek (Vita di S. Meriadec). In questi ultimi libri Sandercock ha trascritto in "cornico comune" la versione precedente, in "cornico unificato", di Robert Morton Nance.
È il direttore della rivista mensile in cornico intitolata An Gannas (L'ambasciatore), dalla sua fondazione nel 1977 ad oggi. È stato presidente del "Kesva an Taves Kernewek" (Consiglio della lingua cornica) fino al gennaio del 2010. È stato anche presidente della "Kowethas an Yeth Kernewek" (Società della lingua cornica). È membro del "Gorsedh Kernow/Cornish Gorsedd" (Associazione dei poeti in lingua cornica).

## Opere

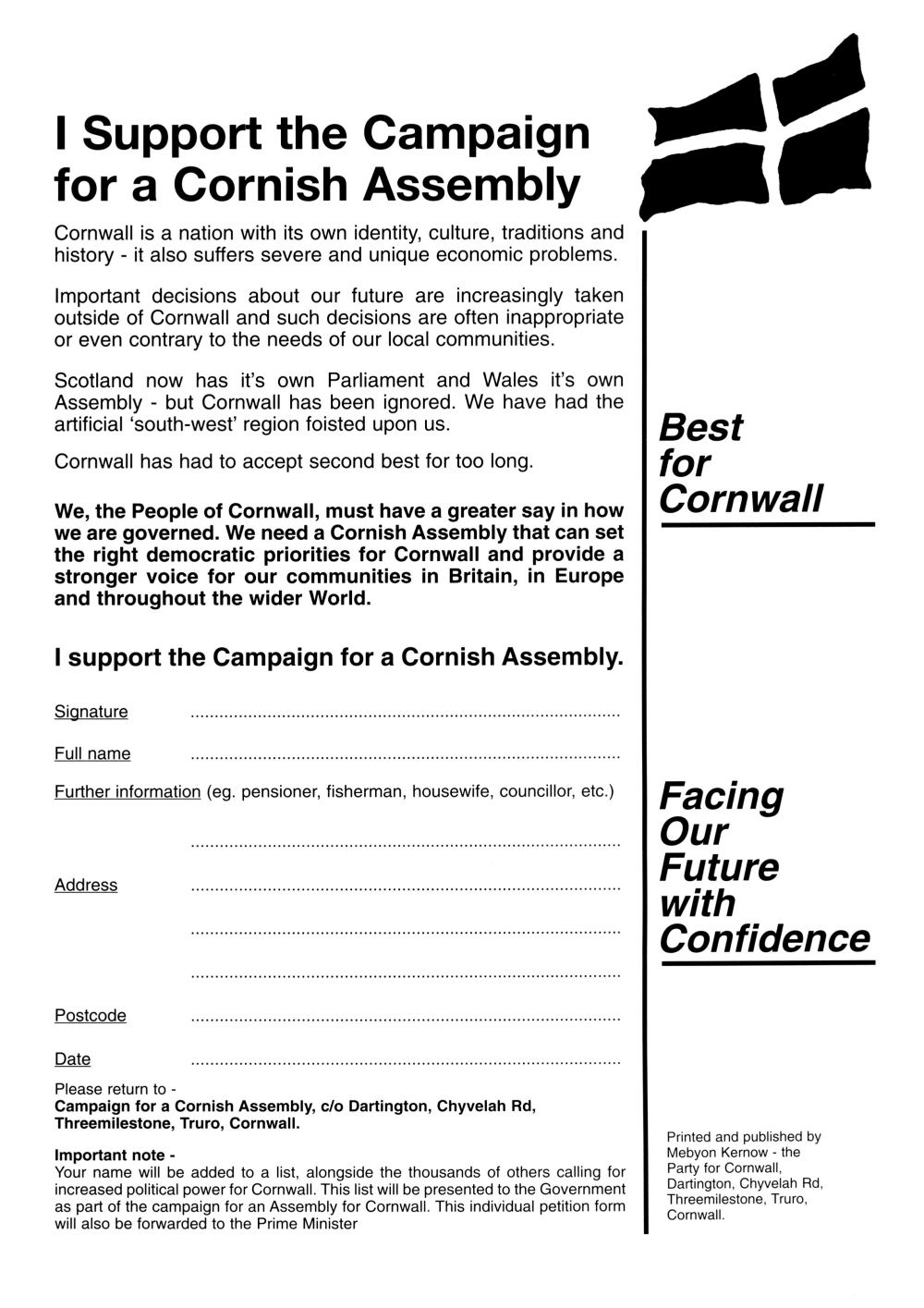
Petizione di Mebyon Kernow per un'assemblea autonoma della Cornovaglia

### Letteratura, didattica e saggistica
- Kernewek Mar Plek (con Crysten Fudge), 1979
- Cornish Ordinalia, Second Play: Passio Christi (con Robert Morton Nance), 1982
- Cornish Ordinalia, Third Play: Resurrectio Domini (con Robert Morton Nance), 1984
- House-Names in Cornish: Henwyn-Chiow yn Kernewek (A Background to Cornish), 1987
- Holyewgh an Lergh: Cornish This Way - A Beginner's Course in Cornish (con D. Endean Ivall), 1989
- First Course in Cornish, 1991
- The First Thousand Words in Cornish (con Heather Amery), 1994
- Policy Statement: Derivas hy Thowl (English and Cornish Edition (con Wella Brown), 1994
- Cornish Ordinalia: Passhyon Krist (Lines 1-616), 1995
- The Formation of Cornish Place-Names (con Wella Brown), 1996
- A Very Brief History of the Cornish Language, 1996
- Road-Names in Cornwall: Henwyn-Fordhow yn Kernow (A background to Cornish) (con Rod Lyon), 1997
- Yn Gwynn ha Du: In Black and White (English and Cornish Edition), 1997
- Cornish Language Board: A Policy Statement (English and Cornish Edition) (con Wella Brown), 1997
- Bywnans Meryasek: Notes for Advanced Students of Cornish (Cornish Edition), 1997
- Sylvester ha'n Dragon: Silvester and the Dragon (English and Cornish Edition), 1997
- An Lyther dhe'n Ebrowyon (con Keith Syed), 1999
- Eksodus (con Keith Syed), 2000
- Place-Names in Cornwall: Henwyn Tylleryow yn Kernow (English and Cornish Edition) (con Ken George), 2005
- Cornish for Beginners, 2006
- Bywnans Meriasek: Notennow Berr rag Studhyoryon Avonsys / Life of St. Meryasek: brief Notes for advanced Students, 2007
- Howlsplann an Myttin a Dhehwel: The Morning Sunshine Returns, 2013
- Holyewgh an Lergh: Cornish This Way (con Leslie Pierce), 2014
- First Thousand Words in Cornish: Kynsa Mil Er yn Kernewek (con Stephen Cartwright), 2015
- Holyeugh an Lergh: Kentelioù Kerneveureg evit Deraouidi (cornico per bretoni), (con Ken George), 2015

### Musica
- Poll Pri
- Yn Gwynn ha Du